# Nils Tesch
Nils Erik Martin Tesch [te:ʃ], född 14 april 1907 i Malmö, död 10 december 1975 i Lovö i Ekerö kommun, var en svensk arkitekt.

## Liv och verk
Tesch var son till apotekaren Hjalmar Tesch och Harriet, född Evald-Larsen (1882-1915). Han utbildade sig till arkitekt vid Kungliga Tekniska Högskolan 1930 och vid Arkitekturskolan KKH åren 1932–1934. Därefter hade han anställningar hos bland andra Paul Hedqvist. År 1936 öppnade han eget kontor. Han var 1934–1945 kompanjon med Lars Magnus Giertz. Sin bakgrund som funktionalist förenade han med traditionalismen till en egen stilriktning. Tillsammans med Peter Celsing utförde han tävlingar och vissa projekt som Rotundan på Kungliga Operan i Stockholm. Ett av hans sena arbeten är  Näringsdepartementets hus på Norrmalm i Stockholm som anses ha mycket stort kulturhistoriskt värde och som ingår i Stadsmuseets Norrmalmsinventering. Tesch blev ledamot av Akademien för de fria konsterna 1960.
Nils Tesch var gift första gången 1931–44 med Aino Neovius (1911-) från Finland och andra gången från den 3 december 1951 med Kajsa Björner (1917–1971). Han var svärfar till Carl Fredrik Reuterswärd.

## Verk i urval
- Villa Wehtje, Djursholm, 1939
- Solna läroverk, 1947
- Nitrolackfabriken i Liljeholmen, 1943–1944
- Ångpannecentralen, Beckers färgfabrik, 1945
- Spredfabriken i Liljeholmen, 1951–1953
- Seminariet för huslig utbildning i Umeå, 1952 och till byggnad, 1959. Tillsammans med Carl Malmsten, interiör, och Walter Bauer, utemiljö.
- Östra Mölna radhusområde, Lidingö, 1954, byggt under 1960-talet
- Brännaskolan i Härnösand, 1955.
- Operakällarens tillbyggnad tillsammans med Peter Celsing, 1956-1960
- Villa Smith i Mölna, Lidingö, 1959
- Huvudkontor för Rederi AB Rex, Strandvägen 23, Stockholm 1959-1961
- Villa Axelsberg, Lovön, 1960-talet
- Stortorgets julmarknads marknadsbodar, 1961
- Örebro länsmuseum, 1963
- Tomaskyrkan, Västerås, 1965, byggd 1970
- Näringsdepartementets hus, Stockholm, 1969-1971

## Bilder

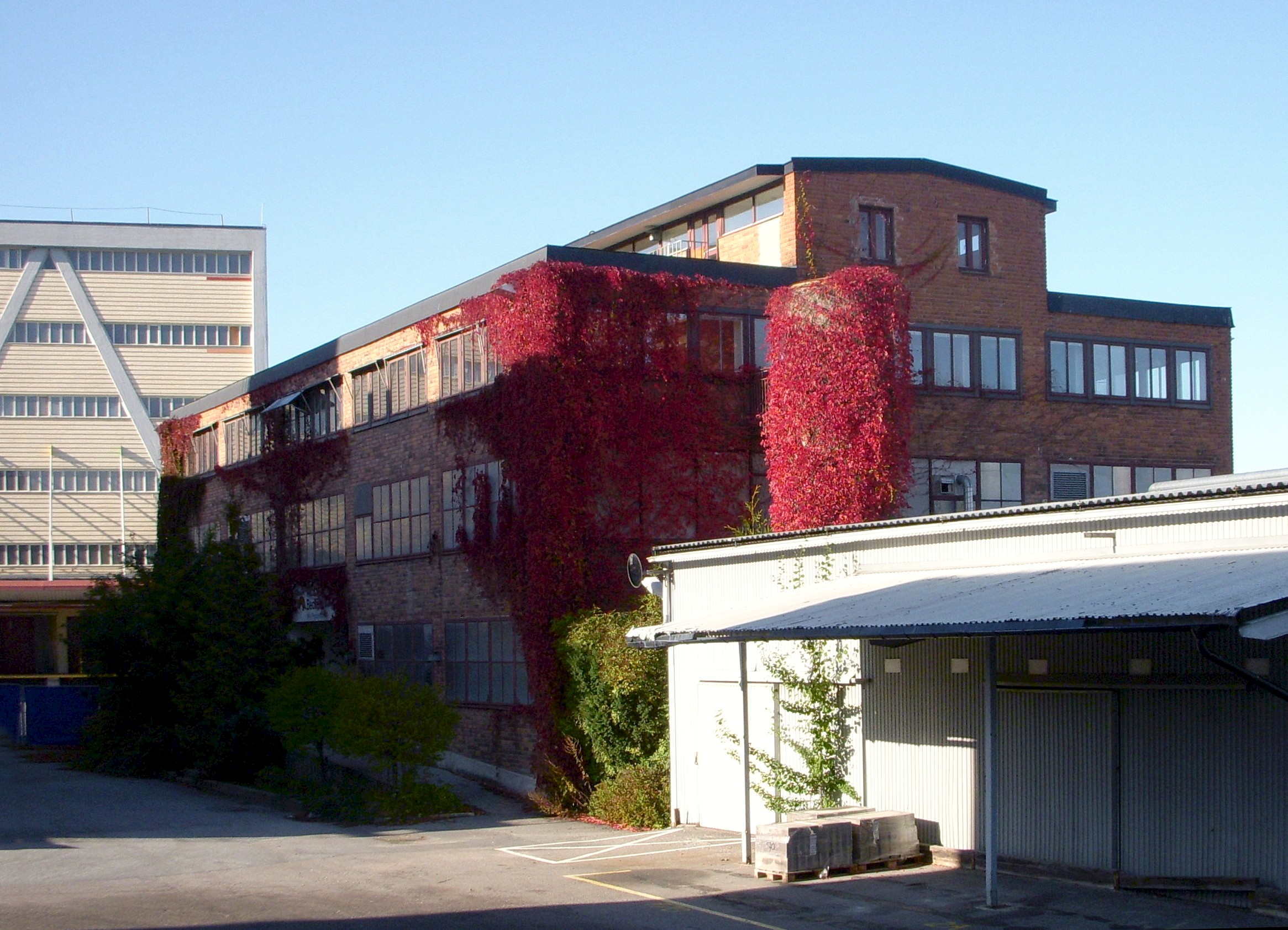
Nitrolackfabriken, Liljeholmen (ritad ca 1942)
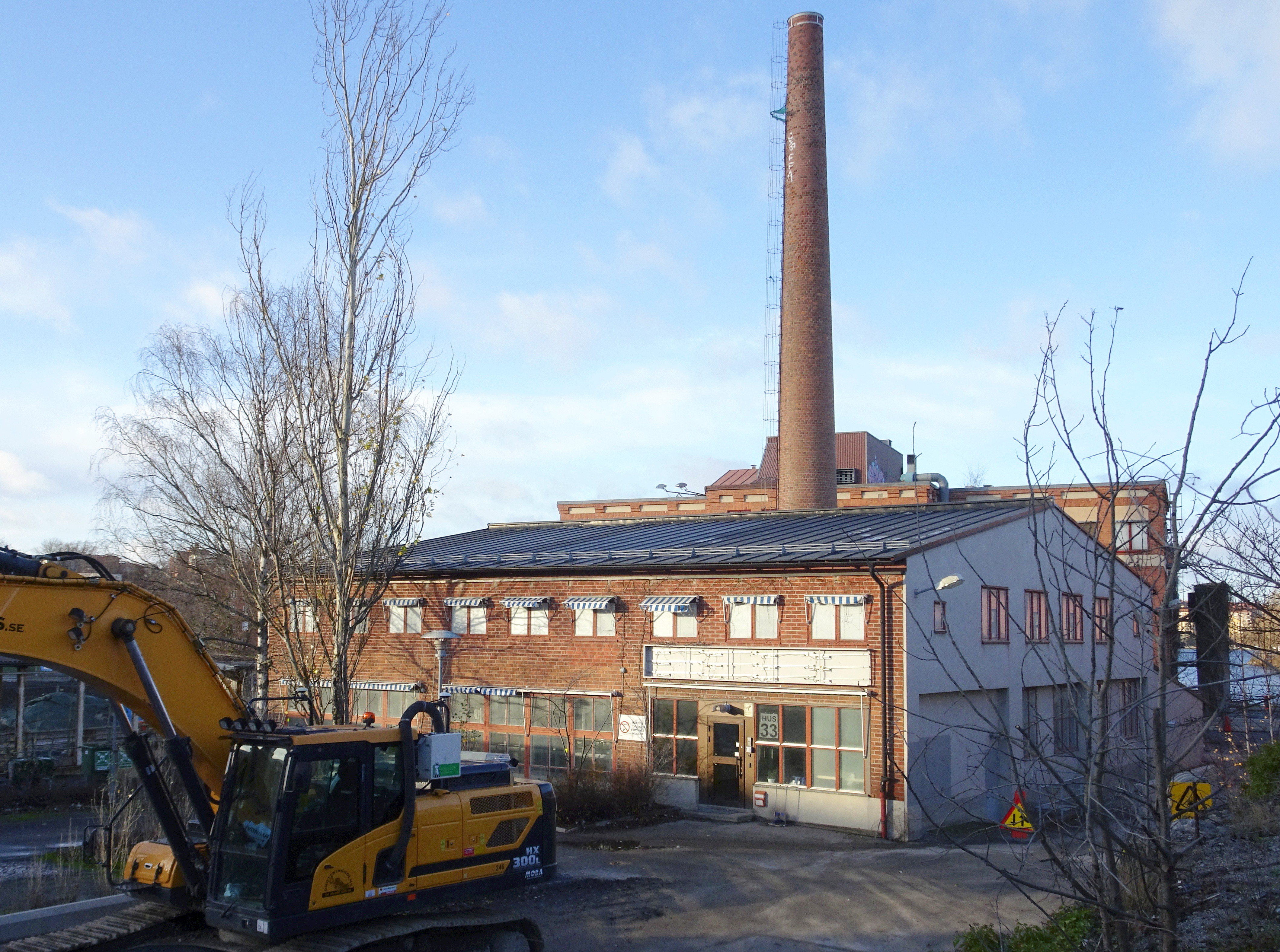
Ångpannecentralen, Liljholmen (ritad cirka 1945)
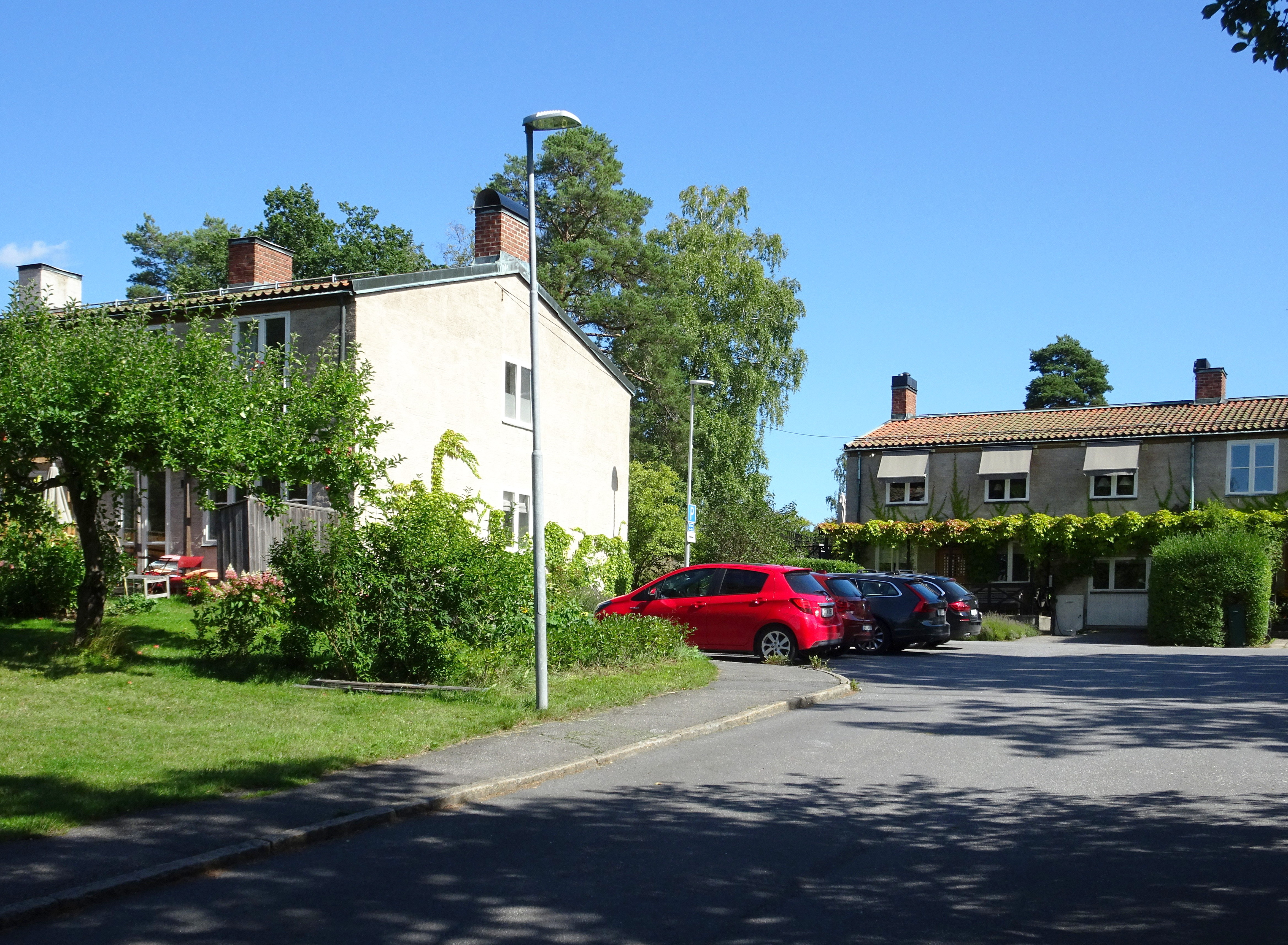
Del av Östra Mölna radhusområde, Lidingö (ritat 1954)
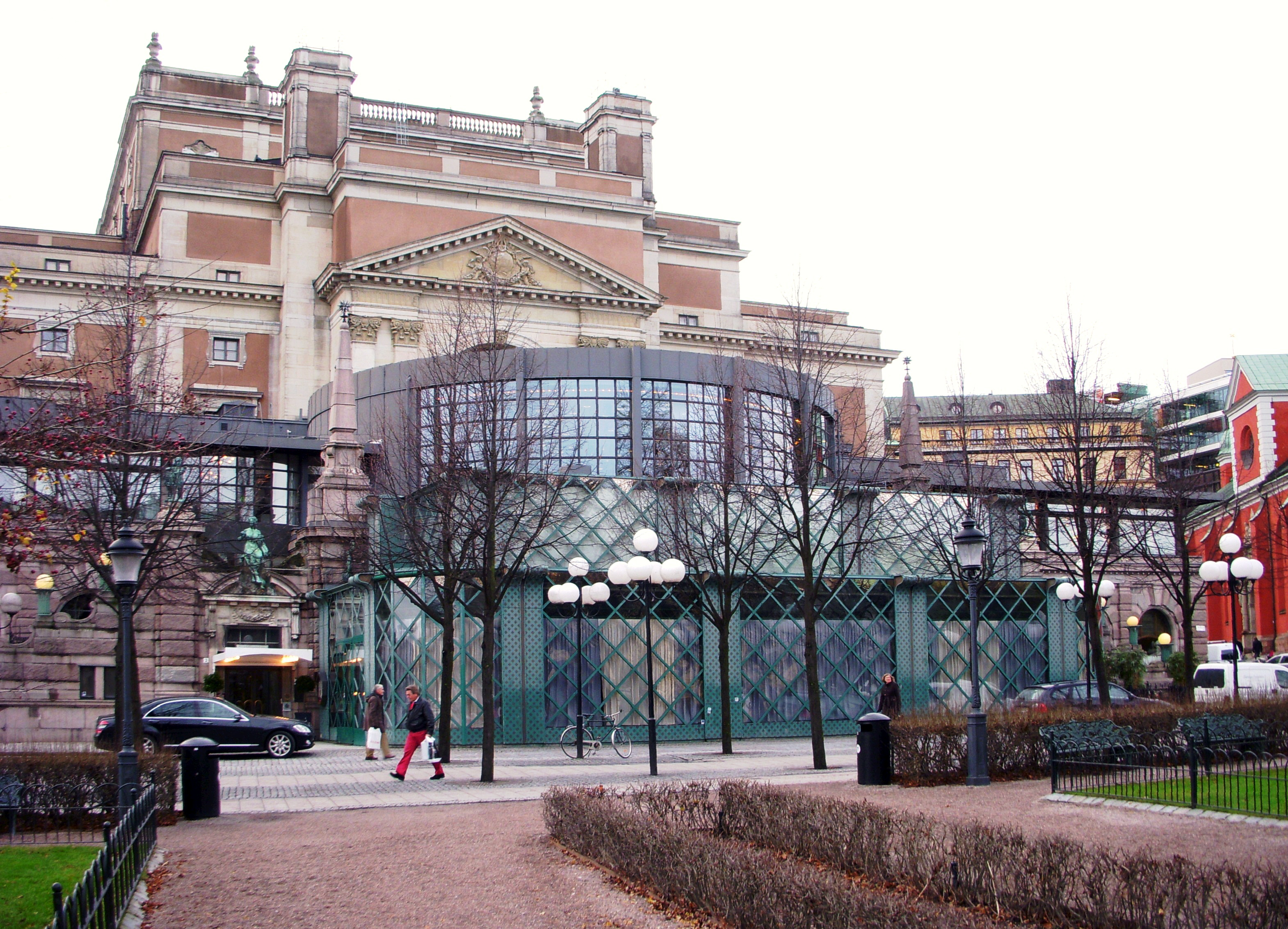
Operakällarens tillbyggnad tillsammans med Peter Celsing (ritad 1956-1960)

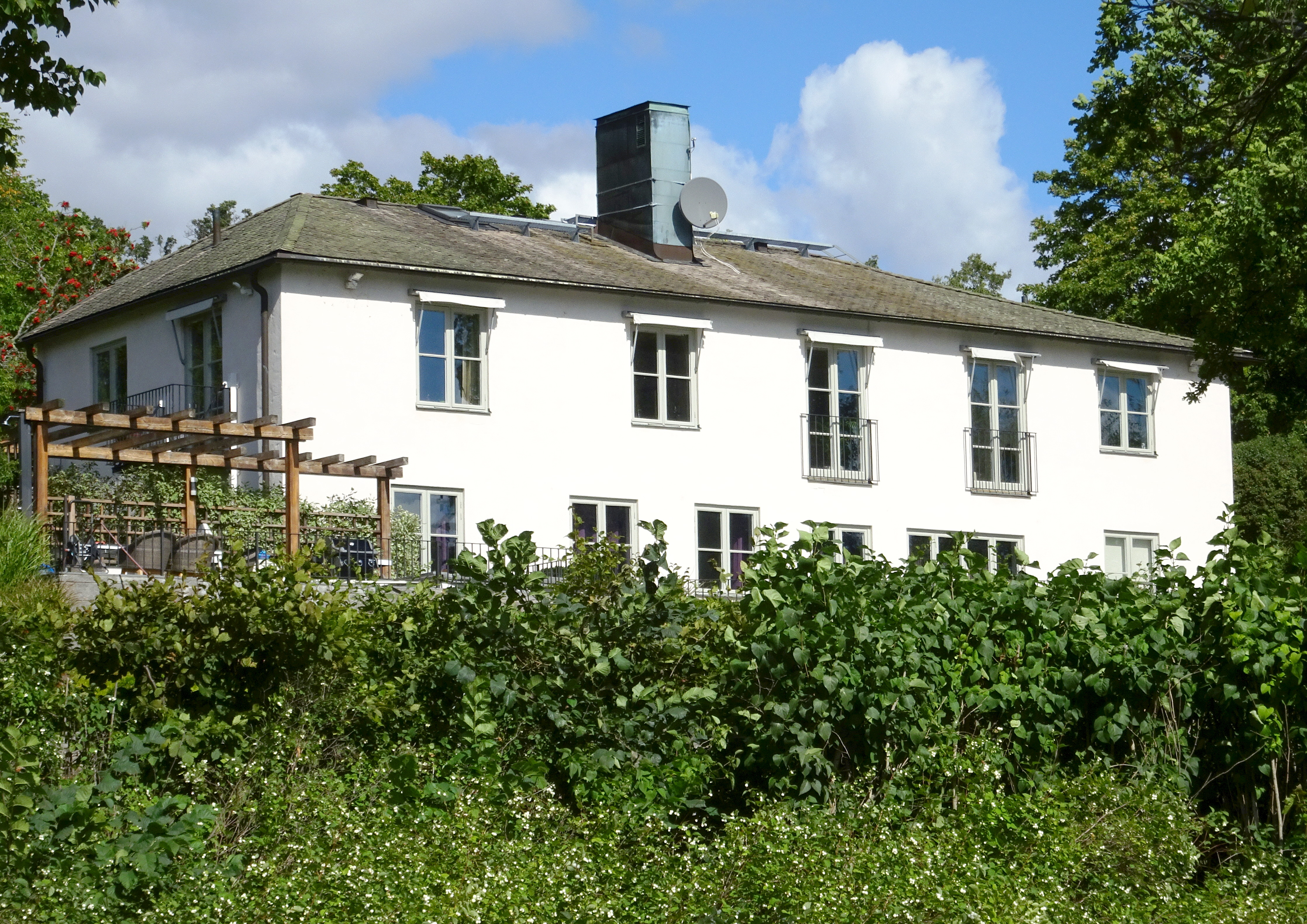
Villa Smith i Mölna, Lidingö (ritad 1959)
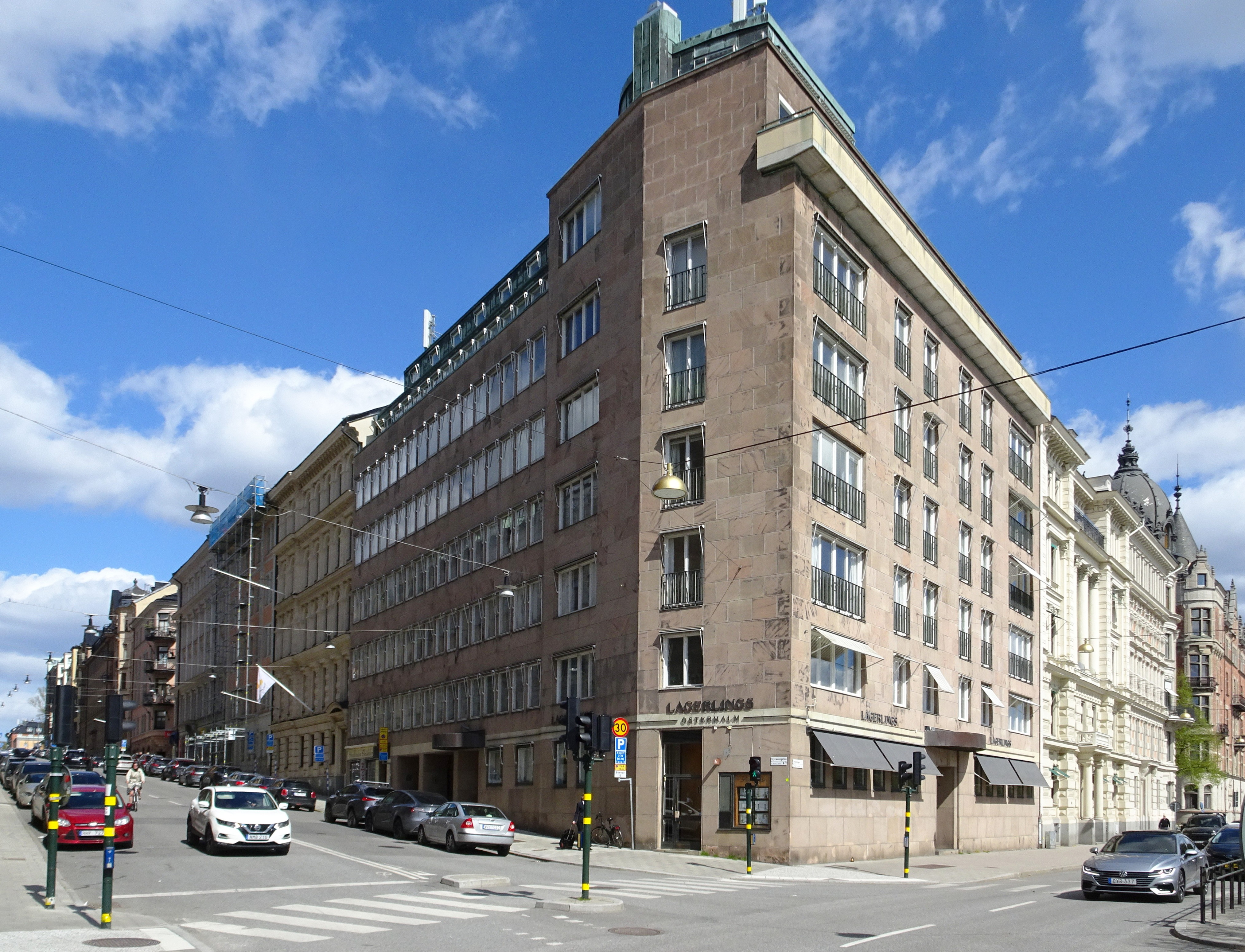
Strandvägen 23, Stockholm (ritad 1959)
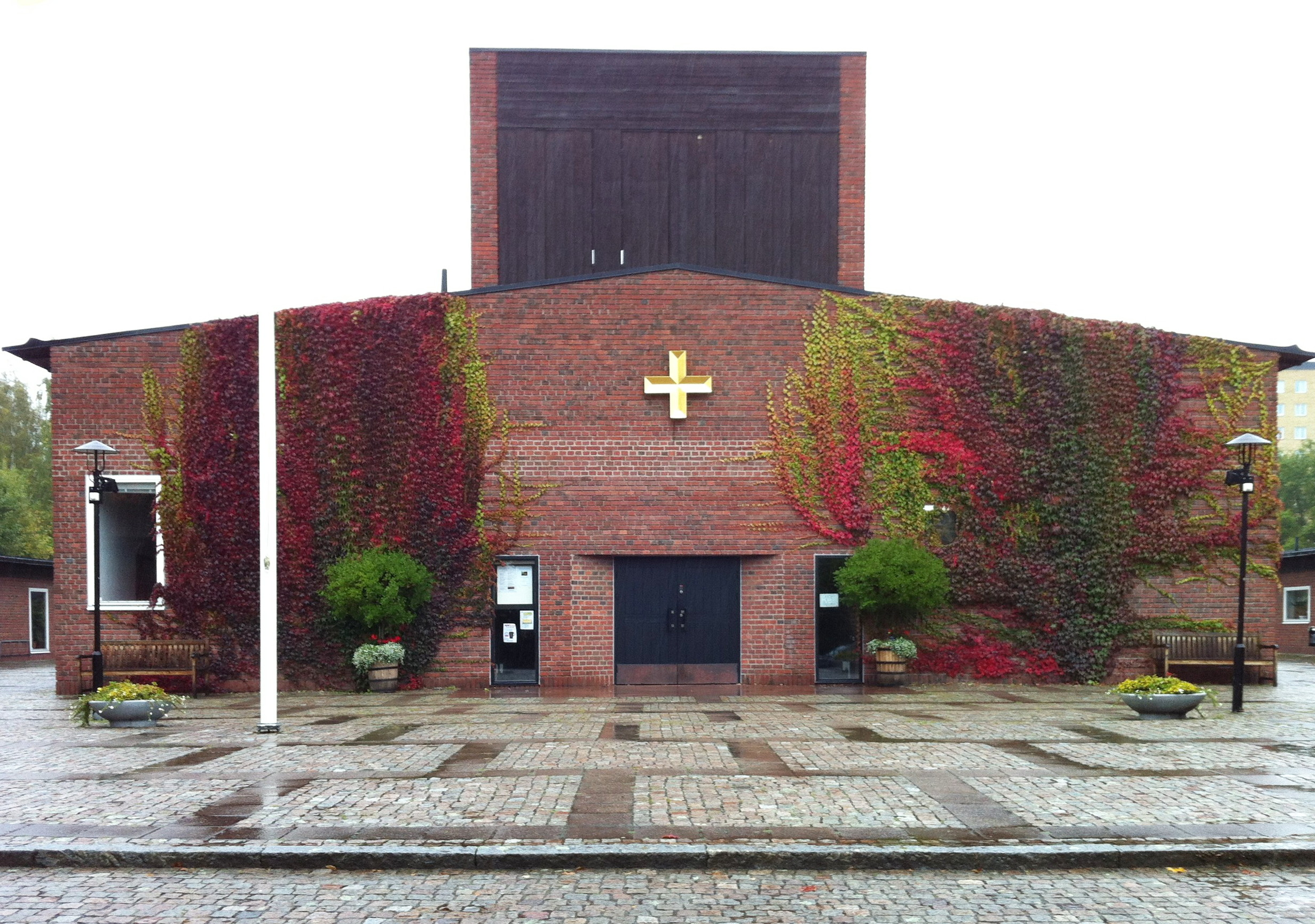
Tomaskyrkan, Västerås (ritad 1965)
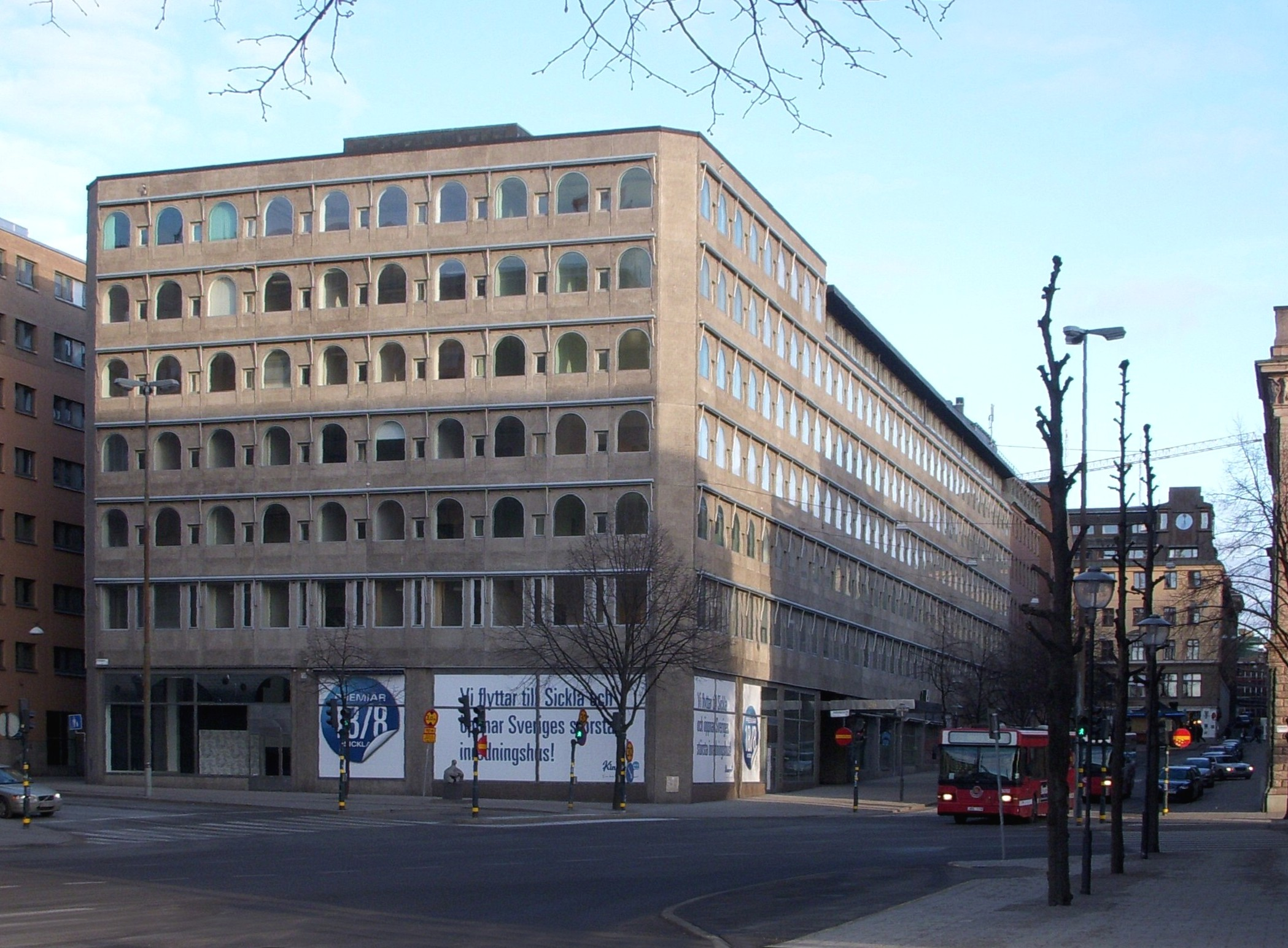
Näringsdepartementets hus (ritat ca 1968)